# BOSS Open 2023
BOSS Open 2023 là một giải quần vợt nam thi đấu trên mặt sân cỏ ngoài trời. Đây là lần thứ 45 Giải quần vợt Stuttgart Mở rộng được tổ chức, và là một phần của ATP Tour 250 trong ATP Tour 2023. Giải đấu diễn ra tại Tennis Club Weissenhof ở Stuttgart, Đức, từ ngày 12 tháng 6 đến ngày 18 tháng 6 năm 2023.

## Điểm và tiền thưởng

### Phân phối điểm
| Sự kiện | VĐ  | CK  | BK | TK | Vòng 1/16 | Vòng 1/32 | Q  | Q2 | Q1 |
| Đơn     | 250 | 150 | 90 | 45 | 20        | 0         | 12 | 6  | 0  |
| Đôi     | 250 | 150 | 90 | 45 | 0         | —         | —  | —  | —  |

## Nội dung đơn

### Hạt giống
| Quốc gia | Tay vợt            | Xếp hạng | Hạt giống |
| -------- | ------------------ | -------- | --------- |
| GRE      | Stefanos Tsitsipas | 5        | 1         |
| USA      | Taylor Fritz       | 8        | 2         |
| USA      | Frances Tiafoe     | 12       | 3         |
| POL      | Hubert Hurkacz     | 14       | 4         |
| USA      | Tommy Paul         | 17       | 5         |
| ITA      | Lorenzo Musetti    | 18       | 6         |
| ITA      | Matteo Berrettini  | 20       | 7         |
| AUS      | Nick Kyrgios       | 26       | 8         |

- Bảng xếp hạng vào ngày 29 tháng 5 năm 2023.[2]

### Vận động viên khác
Đặc cách:
- Feliciano López
- Oscar Otte
- Stefanos Tsitsipas[4]

Vượt qua vòng loại:
- Christopher Eubanks
- Márton Fucsovics
- Borna Gojo
- Yosuke Watanuki

### Rút lui
- Alejandro Davidovich Fokina → thay thế bởi  Corentin Moutet
- Jack Draper → thay thế bởi  Christopher O'Connell
- Grigor Dimitrov → thay thế bởi  Daniel Altmaier
- Nicolás Jarry → thay thế bởi  Zhang Zhizhen

## Nội dung đôi

### Hạt giống
| Quốc gia | Tay vợt           | Quốc gia | Tay vợt                | Xếp hạng | Hạt giống |
| -------- | ----------------- | -------- | ---------------------- | -------- | --------- |
| IND      | Rohan Bopanna     | AUS      | Matthew Ebden          | 27       | 1         |
| CRO      | Nikola Mektić     | CRO      | Mate Pavić             | 28       | 2         |
| MEX      | Santiago González | FRA      | Édouard Roger-Vasselin | 36       | 3         |
| GER      | Kevin Krawietz    | GER      | Tim Pütz               | 50       | 4         |

- 1 Bảng xếp hạng vào ngày 29 tháng 5 năm 2023.

### Vận động viên khác
Đặc cách:
- Daniel Altmaier /  Dustin Brown
- Oscar Otte /  Jan-Lennard Struff

### Rút lui
- Nicolás Barrientos /  Nicolás Jarry → thay thế bởi  Romain Arneodo /  Grégoire Barrère
- Julian Cash /  Henry Patten → thay thế bởi  Aslan Karatsev /  Jiří Lehečka
- Ivan Dodig /  Austin Krajicek → thay thế bởi  William Blumberg /  Frances Tiafoe
- Rajeev Ram /  Joe Salisbury → thay thế bởi  Albano Olivetti /  David Vega Hernández

## Nhà vô địch

### Đơn
- Frances Tiafoe đánh bại  Jan-Lennard Struff, 4–6, 7–6(7–1), 7–6(10–8)

### Đôi
- Nikola Mektić /  Mate Pavić đánh bại  Kevin Krawietz /  Tim Pütz, 7–6(7–2), 6–3